# Neurohormona
Una neurohormona és qualsevol hormona produïda i alliberada per neurones.
Els exemples inclouen:
- Hormona alliberadora de tirotropina (TRH)[2]
- Hormona alliberadora de gonadotropina (GnRH)[2]
- Hormona alliberadora de corticotropina[2]
- Oxitocina[3]
- Hormona antidiurètica (ADH)[3]
- Epinefrina[4]

En contrast amb les hormones clàssiques oxitocina i ADH, les quals s'alliberen a la sang i es distribueixen pels neurotransmissors del cos, es poden considerar hormones paracrines, ja que es desplacen curtes distàncies en les cèl·lules objectiu.